# LEED
LEED (англ. Leadership in Energy and Environmental Design, LEED) — один з найбільш поширених видів добровільної сертифікації екологічного будівництва або будівництва, розроблений у США в 1998 році. Дослідно означає: «Супровід у сфері енергоефективного та екологічного проектування».

## Виникнення та розвиток

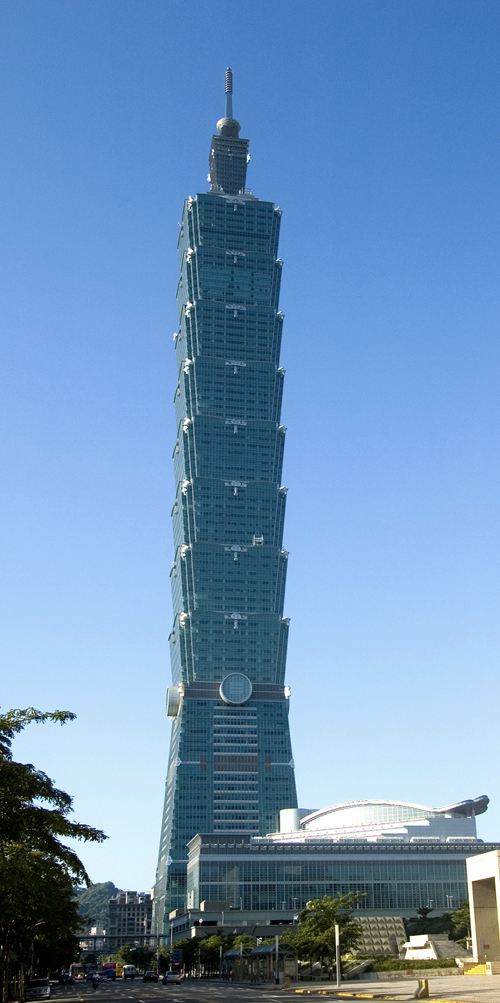
Хмарочос Тайбей 101, будівля, що отримала платиновий сертифікат LEED

Неприбуткова організація U.S. Green Building Council розробила дану систему сертифікації LEED в 1998 році з метою створення системи оцінювання на етапі розробки, будівництва, експлуатації та утримання зелених будівель, будинків та їхніх околиць. Сертифікація LEED покликана надихнути розробників для пошуку інновацій у сфері охорони навколишнього природного середовища та суспільства. Тобто, LEED в першу чергу — це життєздатне та квітуче навколишнє середовище, що менше потерпає від техногенної діяльності завдяки скороченню викидів в атмосферне повітря, підвищенню енергоефективності та ефективного використання природних ресурсів.
За весь час існування стандарту LEED було розроблено чотири версії: LEED NC1.0, LEED NC2.0, 2.2 (2005 рік), LEED 3 (2009 рік) та LEED 4.

## LEED 2009
Оцінювання згідно з стандартом LEED 2009 здійснюється на основі 100-бальної шкали за п'ятьма критеріями: місце зеленого будівництва, ефективність водокористування, енергія та атмосферне повітря, екоресурси та екоматеріали, та висока якість дизайну внутрішніх приміщень. Також є можливим отримання додаткові шість балів за інновації та дизайн, та чотирьох балів за важливість розвитку регіону. Згідно з сертифікацією LEED 2009 «зелені будівлі» та будівництво можуть отримати один із чотирьох видів сертифікату: «Задовільно» (Пройдено сертифікацію) — 40-49 балів, «Срібло» (50-59 балів), «Золото» (60-79 балів) та «Платина» (80 і більше балів). Оновлений стандарт LEED 4 спирається на багаторічний досвід попередніх сертифікацій, акцентує увагу на таких підходах як ефективне водокористування розрахувавши загальну потребу будівлі/будівництва у воді та спирається на ефективне використання матеріалів та ресурсів та їх впливу на здоров'я людини, умов праці та навколишнього середовища. Отже, сертифікація LEED революціонізувала ринок та зайняла провідне місце в галузі розробки, будівництва та експлуатації «зелених будівель» на найвищому рівні.

## Переваги та недоліки
Власнику сертифікат LEED «Leadership in Energy and Environmental Design» надається можливість проведення незалежної експертизи будівлі та зелених насаджень та рослинності, також дозволяє під час розробки, будівництва, експлуатації та утримання готової будівлі врахувати важливість ефективного розподілу ресурсів, створивши безпечне та комфортне робоче місце не завдаючи шкоди навколишньому середовищу, але при цьому не втрачати ринкових позицій та регіональних пріоритетів. Отже, LEED — це ланцюг з трьох пов'язаних елементів: користь для людей, планети та отримання прибутку.
Беззаперечною перевагою сертифікації LEED є система оцінювання, що призначена для будівель, установ та підприємств різних галузей до яких висуваються специфічні вимоги. Це включає в себе проекти нового будівництва та реконструкції існуючого, рішень у сфері пожежної безпеки, електромереж та водопостачальної системи, розробка, та будівництво шкільних та вищих навчальних закладів, та інших освітніх установ, з урахуванням розробки внутрішніх мереж та дизайну, центрів роздрібної торгівлі, банків, готелів, ресторанів, складських приміщень, лікарень, а також для окремих житлових будинків та домашніх господарств.
Деякі дослідження показали, що система оцінювання LEED досить вразлива та не змінює параметри оцінки в залежності від місцевих регіональних природних умов. Наприклад, будівля в Чернігівській області отримає таку ж саму кількість балів як і будівля в Херсонській області за охорону та раціональне використання водних ресурсів.